# Сёртынья
Сёртынья (устаревшее название Сертынь-Я) — река в Берёзовском районе Ханты-Мансийского автономного округа. Устье реки находится в 26 км по левому берегу реки Ятрии. Длина реки — 59 км.

## Притоки
Основные притоки:
- В 11 км от устья, по левому берегу реки впадает река Ватла.
- В 26 км от устья, по левому берегу реки впадает река Соломъя.
- В 40 км от устья, по левому берегу реки впадает река Найтымъя.
- В 42 км от устья, по правому берегу реки впадает река Пернавож.

## Данные водного реестра
По данным государственного водного реестра России относится к Нижнеобскому бассейновому округу, водохозяйственный участок реки — Северная Сосьва, речной подбассейн реки — Северная Сосьва. Речной бассейн реки — (Нижняя) Обь от впадения Иртыша.
По данным геоинформационной системы водохозяйственного районирования территории РФ, подготовленной Федеральным агентством водных ресурсов.